# ウルホ・ケッコネン
ウルホ・カレヴァ・ケッコネン（フィンランド語: Urho Kaleva Kekkonen [ˈurho ˈkekːonen] ( 音声ファイル)、1900年9月3日 - 1986年8月31日）は、フィンランドの政治家。
司法大臣(1936–37, 1944–46, 1951)、内務大臣(1937–1939, 1950–1951)、エドゥスクンタの議長(1948–50)、外務大臣(1952–53, 1954)、首相（1950–53, 1954–56）、第8代大統領（1956-1982）を務めた。
26年近く政権を担当し、専制的とも評された。

## 評価
ケッコネンは大統領として、前任者のユホ・クスティ・パーシキヴィから「積極的中立」政策を引き継いだ。これは、北大西洋条約機構とワルシャワ条約機構の何れの加盟国とも良好な関係と広範な貿易を維持し、フィンランドの独立を保持するというもので、パーシキヴィ＝ケッコネン・ラインとして知られる一方、批判者からはその宥和的な方針を「フィンランド化」と蔑まれた。
1975年にはヘルシンキにおいて全欧安全保障協力会議を開催し、その年の有力なノーベル平和賞受賞候補者とされた。彼の外交・貿易政策は、ソビエト連邦という隣国の存在を前提としつつも、フィンランドの市場経済を西ヨーロッパ諸国から大きく劣後させることなく、フィンランドが欧州の統合プロセスへ漸進的に参加することを可能とした、とフィンランドの歴史家によって評価されている。その一方で、権力への渇望や国内政治における分断統治の姿勢、純粋な野党の欠如が、特に政権の後期に於いてフィンランドの民主主義を著しく弱体化させることとなった。ケッコネンの退任後、後任の大統領によって議会と首相の権限を強め、大統領の権限を弱めるようにするフィンランド憲法の改正が始まった。
幅広い政治経験の他にも、ケッコネンは作家としても知られている。大統領在任中にも友人のIlmari Turjaが編集長を務めた雑誌『Suomen Kuvalehti』に様々な偽名でユーモラスで情報に富んだコラム(causerie)を執筆したことが知られている。

## 人物
- 1983年、ケッコネンの名を冠したウルホ・ケッコネン国立公園が制定された。
- ヘルシンキのセウラサーリ野外博物館内にはケッコネンの私邸が保存されており、ウルホ・ケッコネン・ミュージアムとなっている。このケッコネン邸の離れにあるサウナでは、1975年7月、ヘルシンキでの欧州安全保障協力会議 (CSCE) 終了後に、ソ連のレオニード・ブレジネフ書記長とアメリカのジェラルド・R・フォード大統領、ケッコネンが水入らずで入浴を楽しんだという逸話がある。
- また、シモ・ヘイヘとヘラジカ猟を楽しんだという逸話も残っている。
- かつてフィンランドで発行されていた500マルッカ紙幣にケッコネンの肖像が使用されていた。